# 西谷村 (石川県)
西谷村（にしたにむら）は、石川県江沼郡に存在した村。
大聖寺川の谷を江沼郡の中では「西の谷」として、それにちなんだ村名である。
また「東の谷」は東谷奥村と東谷口村の村名である。
九谷焼の名の由来になったとされる九谷地区を含む。真砂（まなご）地区は木地師による山中塗の発祥の地とされている。

## 地理
- 現在の加賀市、及びかつての山中町においての南部にあたる。全体的に500m〜1300m級の山々に囲まれた、大聖寺川などの谷に添う村だった。
- 当時は木炭、鉛も産出していた。
- 山：大日山 (1368m)、小大日山 (1198m)、富士写ヶ岳 (942m)、刈安山、大内峠、風谷峠[2]
- 川：大聖寺川、大内谷川、杉ノ水川、千束川
- 旧跡：古九谷窯跡

## 歴史
- 1889年（明治22年）4月1日 - 町村制の施行により、大聖寺川下流から上流方面へ[3]、江沼郡下谷(しもたに)村、菅谷(すがたに)村、栢野(かやの)村、風谷(かぜたに）村（川から逸れ西方向）、大内(おおうち)村（南へ支流｢大内谷川｣沿い）、我谷(わがたに)村、枯渕(かれぶち)村、片谷(へきだに)村、坂下(さかのしも)村、小杉(こすぎ)村、生水(しょうず)村、九谷(くたに)村及び真砂(まなご)村の区域をもって、江沼郡西谷村が発足する。
- 1955年4月1日 - 江沼郡山中町、西谷村、河南村及び東谷奥村が合併して、改めて江沼郡山中町が発足する。

## 地域

### 学校教育
西谷村は集落間の距離が離れている所もあり、また冬季には積雪も多いという事情もあって、菅谷、片谷、我谷、九谷、大内の各地区には小学校、真砂(九谷分教)、風谷(菅谷分教)
には分教場と、教育施設が多めに置かれていた。下谷村は温泉街からこおろぎ橋を渡った大聖寺川対岸に位置し小学校の学区は山中町であった。

### 産業
エネルギー革命が進む以前は、薪炭業が盛んであった。
1947年（昭和22年）10月27日、近隣の山中温泉で休養していた昭和天皇が村内を散策し、炭焼小屋で製炭者から話を聞き、励ます出来事があった。